# Bolbelasmus shibatai
Bolbelasmus shibatai es una especie de coleóptero de la familia Geotrupidae.

## Distribución geográfica
Habita en las Islas Ryūkyū (Japón).